# District du Siang occidental
Le district du Siang occidental est un district de l'état de l'Arunachal Pradesh, en Inde.

## Géographie
Au recensement de 2011, sa population compte 112 272 habitants.
Son chef-lieu est la ville de Along.